# Euthalia ignigena
Euthalia ignigena är en fjärilsart som beskrevs av Hans Fruhstorfer 1898. Euthalia ignigena ingår i släktet Euthalia och familjen praktfjärilar. Inga underarter finns listade i Catalogue of Life.